# Sega 3D Classics Collection
Sega 3D Classics Collection (japanisch セガ3D復刻アーカイブス2, Hepburn: Sega 3D Fukkoku Ākaibusu 2) ist eine Videospielsammlung, die von M2 entwickelt und von Sega erstmals in Japan am 23. Dezember 2015, in Nordamerika am 26. April 2016 und in Europa am 4. November 2016 für den Nintendo 3DS veröffentlicht wurde.
Sie enthält insgesamt zehn Spiele die von 1986 bis 2008 für das Sega Mega Drive, Sega Master System und Arcade erschienen sind.
Die meisten Spiele auf der Collection sind bereits im Rahmen der Sega 3D Classics-Serie einzeln im eShop des Nintendo 3DS erschienen. Alle Spiele nutzen dabei den stereoskopischen 3D-Effekt des 3DS.
Es ist der Nachfolger von Sega 3D Reprint Archives (2014) und der Vorgänger von Sega 3D Reprint Archives 3: Final Stage (2016).

## Inhalt
Die Sega 3D Classics Collection enthält folgende Spiele in alphabetischer Reihenfolge:
| Auswählbare Spiele                                                                                  | Auswählbare Spiele | Auswählbare Spiele | Auswählbare Spiele | Auswählbare Spiele |
| Name des Spiels                                                                                     | Release            | Genre              | Entwickler         | Originales System  |
| --------------------------------------------------------------------------------------------------- | ------------------ | ------------------ | ------------------ | ------------------ |
| Altered Beast                                                                                       | 1988               | Beat ’em up        | Sega               | Sega Mega Drive    |
| Fantasy Zone                                                                                        | 1986               | Side-Scroller      | Sega               | Sega Master System |
| Fantasy Zone II: The Tears of Opa-Opa 1                                                             | 1987               | Side-Scroller      | Sega               | Sega Master System |
| Fantasy Zone II W                                                                                   | 2008               | Side-Scroller      | Sega               | Arcade (Remake)    |
| Galaxy Force                                                                                        | 1988               | Shoot ’em up       | Sega               | Arcade             |
| Maze Hunter 3D 1                                                                                    | 1987               | Action             | Sega               | Sega Master System |
| Power Drift 2                                                                                       | 1988               | Rennspiel          | Sega AM2           | Arcade             |
| Puyo Puyo 2                                                                                         | 1995               | Puzzle             | Sega               | Arcade             |
| Sonic the Hedgehog                                                                                  | 1991               | Jump ’n’ Run       | Sonic Team         | Sega Mega Drive    |
| Thunder Blade                                                                                       | 1987               | Shoot ’em up       | Sega               | Arcade             |
| Anmerkungen: 1 Muss zunächst freigespielt werden 2 Nur verfügbar auf den Versionen außerhalb Japans |                    |                    |                    |                    |

## Rezeption
Sega 3D Classics Collection wurde erhielt zumeist durchschnittliche, gemischte Wertungen.

„Einerseits freue ich mich, dass die Sammlung endlich noch den Weg zu uns gefunden hat, weil vor allem Power Drift bei mir einen Stein im Brett hat. Andererseits finde ich es schade, dass Sega keine “Greatest Hits”-Sammlung aus den beiden japanischen Modulen für den Westen gezimmert hat. Denn für sich allein betrachtet, ist die Auswahl eher mittelprächtig – besonders wenn Ihr ein paar der Highlights bereits digital gekauft haben solltet. Trotzdem: In Sachen Preis-Leistungs-Verhältnis kann man zufrieden sein, auch wenn es noch reichlich Luft nach oben gegeben hätte.“